# Mariusz Więcek
Mariusz Więcek (ur. 1983 w Mrągowie) – polski poeta, reżyser i scenarzysta sztuk teatralnych.

## Życiorys
Absolwent teatrologii na Uniwersytecie Gdańskim. Publikował wiersze w Autografie, Gazecie Wyborczej, Odrze, Toposie, Twórczości, Laureat I nagrody II Ogólnopolskiego Konkursu Literackiego „Złoty Środek Poezji” 2006 na najlepszy poetycki debiut książkowy roku 2005 za tom Dar języków i inne przejęzyczenia. Wyróżniony (wspólnie z Jerzym Wójcickim) w III Ogólnopolskim Konkursie na współczesną polską komedię „Komediopisanie” 2010 za sztukę Jak uwodzili bogowie.
Laureat Nagrody Miasta Gdańska dla Młodych Twórców w Dziedzinie Kultury (2006).

## Poezja
- Przesypując się w światło (Topos, 2005) – arkusz poetycki[5]
- Dar języków i inne przejęzyczenia (Wydawnictwo Uniwersytetu Gdańskiego, Gdańsk 2005)
- Tutaj się mijamy: almanach poezji mrągowskiej (Biblioteka Miejska w Mrągowie, Mrągowo 2008) – antologia
- Equilibrium (Towarzystwo Przyjaciół Sopotu, Sopot 2009) – z serii Biblioteka Toposu

## Realizacje teatralne
- Nie strzelajcie do pianistki – reżyseria (wspólnie z Jerzym Wójcickim), Sopocka Scena Off de Bicz Sopot, premiera 2010-12-11[6]
- Śmierć i dziewczyna – scenariusz, Sopocka Scena Off de BICZ Sopot, premiera 2011-11-27[7]
- Dwie noce miłości – scenariusz, Sopocka Scena Off de BICZ Sopot, premiera 2012-06-04[8]